# Санта-Комба-де-Россаш
Санта-Комба-де-Россаш (порт. Santa Comba de Rossas; МФА: [ˈsɐ̃.tɐ ˈkõ.bɐ dɨ ˈʁo.sɐʃ]) — парафія в Португалії, у муніципалітеті Браганса. Розташована в північно-східній частині країни, на теренах історичної португальської провінції Трансмонтана. Входить до складу округу Браганса. За адміністративним поділом, чинним до 1976 року, терени парафії були складовою провінції Трансмонтана і Верхнє Дору. Належить до Брагансько-Мірандської діоцезії Католицької церкви. Патрон — Колумба Кордовська. Площа — 8,7477 км². Населення — 304 ос. (2011). Слабо урбанізований регіон. Густота населення — 34,75 осіб/км²
. Код — 040241.

## Населення
| Кількість мешканців | Кількість мешканців | Кількість мешканців | Кількість мешканців | Кількість мешканців | Кількість мешканців | Кількість мешканців | Кількість мешканців | Кількість мешканців | Кількість мешканців | Кількість мешканців | Кількість мешканців | Кількість мешканців | Кількість мешканців | Кількість мешканців |
| ------------------- | ------------------- | ------------------- | ------------------- | ------------------- | ------------------- | ------------------- | ------------------- | ------------------- | ------------------- | ------------------- | ------------------- | ------------------- | ------------------- | ------------------- |
| 1864                | 1878                | 1890                | 1900                | 1911                | 1920                | 1930                | 1940                | 1950                | 1960                | 1970                | 1981                | 1991                | 2001                | 2011                |
| 224                 | 218                 | 222                 | 248                 | 287                 | 189                 | 212                 | 280                 | 328                 | 394                 | 366                 | 375                 | 366                 | 366                 | 304                 |